# Admit It
Admit It (em português: Admita) é o segundo single do álbum Outta Here da cantora Esmée Denters. Foi lançada como CD Single e download na Holanda no dia 4 de Setembro de 2009. Será lançado no Reino Unido no dia 28 de Dezembro de 2009.
A música foi escrita por Esmée Denters e Toby Gad. Toby Gad produziu a música, junto com Justin Timberlake.